# Voie Georges-Pompidou
La voie Georges-Pompidou est un itinéraire de 13 kilomètres traversant Paris en longeant la rive droite de la Seine. Elle est essentiellement constituée de voies rapides, excepté pour la partie allant du tunnel des Tuileries au quai Henri-IV (voie sur berges à l'est) qui est devenue en 2016 une voie réservée aux piétons, cyclistes et autres modes doux.
Elle est ainsi dénommée en hommage à l'ancien président de la République Georges Pompidou (1911-1974) qui l'avait inaugurée en 1967 quand il était Premier ministre et avait initié le plan autoroutier pour Paris dont cette voie est une des seules réalisations.

## Caractéristiques

### Longueur
Elle est située sur les berges basses de la Seine sur un peu plus de 5 km, sur les quais hauts sur environ 5 km et sur près de 3 km en souterrain. Au total, la voie Georges-Pompidou mesure 13 km.

### Voies carrossables
Pour sa partie carrossable (une partie étant devenue une rue piétonne), elle possède les caractéristiques d'une voie rapide :
- l'itinéraire évite la plupart des carrefours en passant par des tunnels ou sur les berges de la Seine ;
- elle est constituée d'une à deux voies réservées aux véhicules à moteur ;
- la vitesse est limitée à 50 km/h sur tout le parcours ;
- il y a peu de feux rouges.

L'itinéraire est à sens unique de l’ouest à l'est, sauf dans les traversées des 8e et 12e arrondissements où elle est à double-sens de circulation.

### Ouvrages d'art
La voie sur berge ne compte qu'un ouvrage d'art : le tunnel des Tuileries, long de 861 mètres.

### Aménagements des berges
La voie Georges-Pompidou passe deux fois sur les berges qui ont été toutes deux aménagées :
- la voie sur berge à l'ouest est longée par une piste cyclable à double sens ;
- la voie sur berge à l’est est devenue piétonne entre le quai des Tuileries et le quai Henri-IV (centre de Paris).

### Voies empruntées
Elle traverse successivement les 16e, 8e, 1er, 4e et 12e arrondissements et emprunte, en totalité ou en partie, les voies suivantes : quai Saint-Exupéry, avenue de New-York, cours Albert-Ier, cours la Reine, quai des Tuileries, quai Henri-IV, quai de la Rapée et quai de Bercy. Elle est la voie parisienne traversant le plus grand nombre d'arrondissements, si l'on exclut le boulevard périphérique.

## Origine du nom

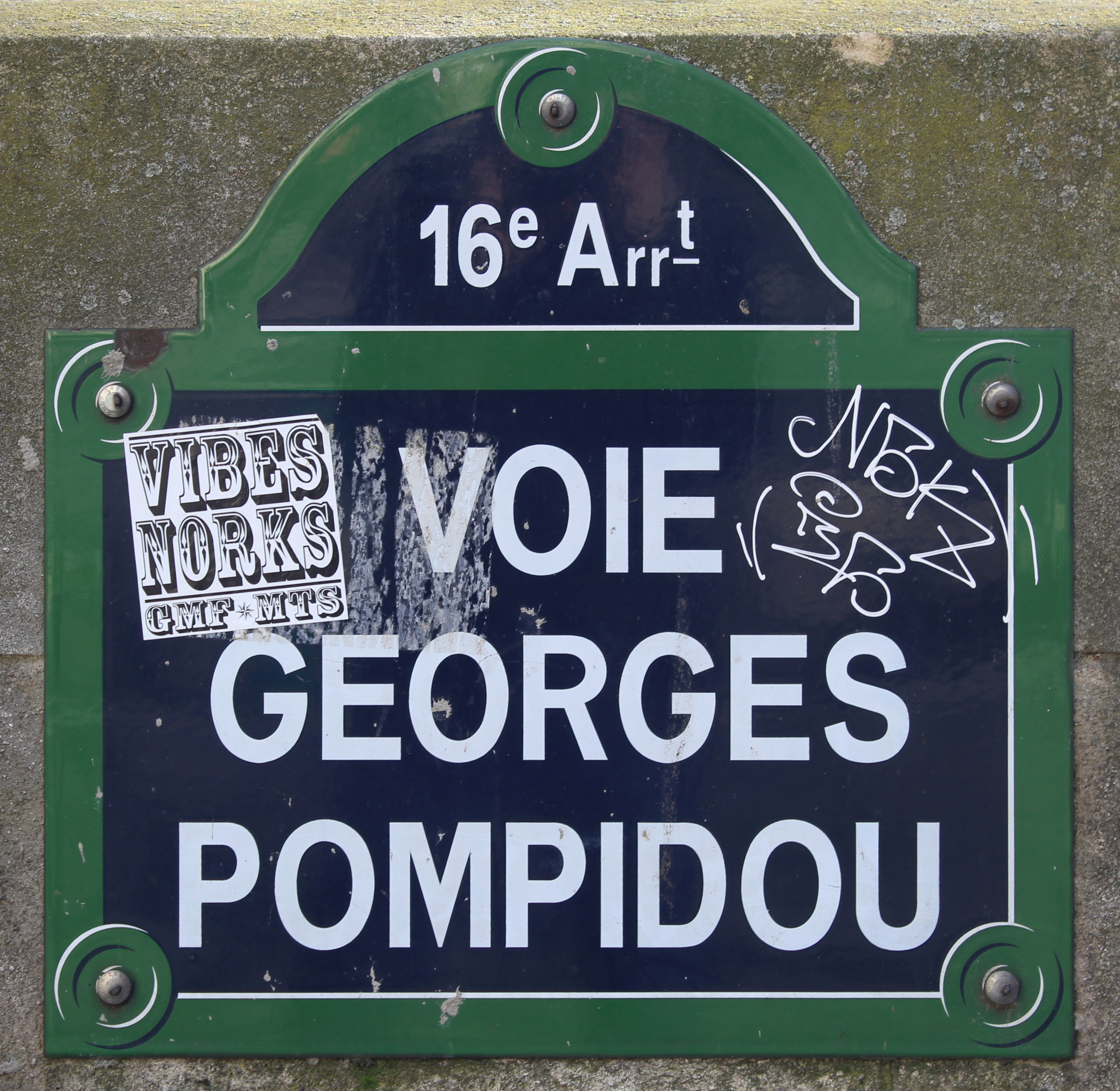
Plaque de la voie.

Elle porte le nom de Georges Pompidou (1911-1974), président de la République française de 1969 à 1974.

## Historique

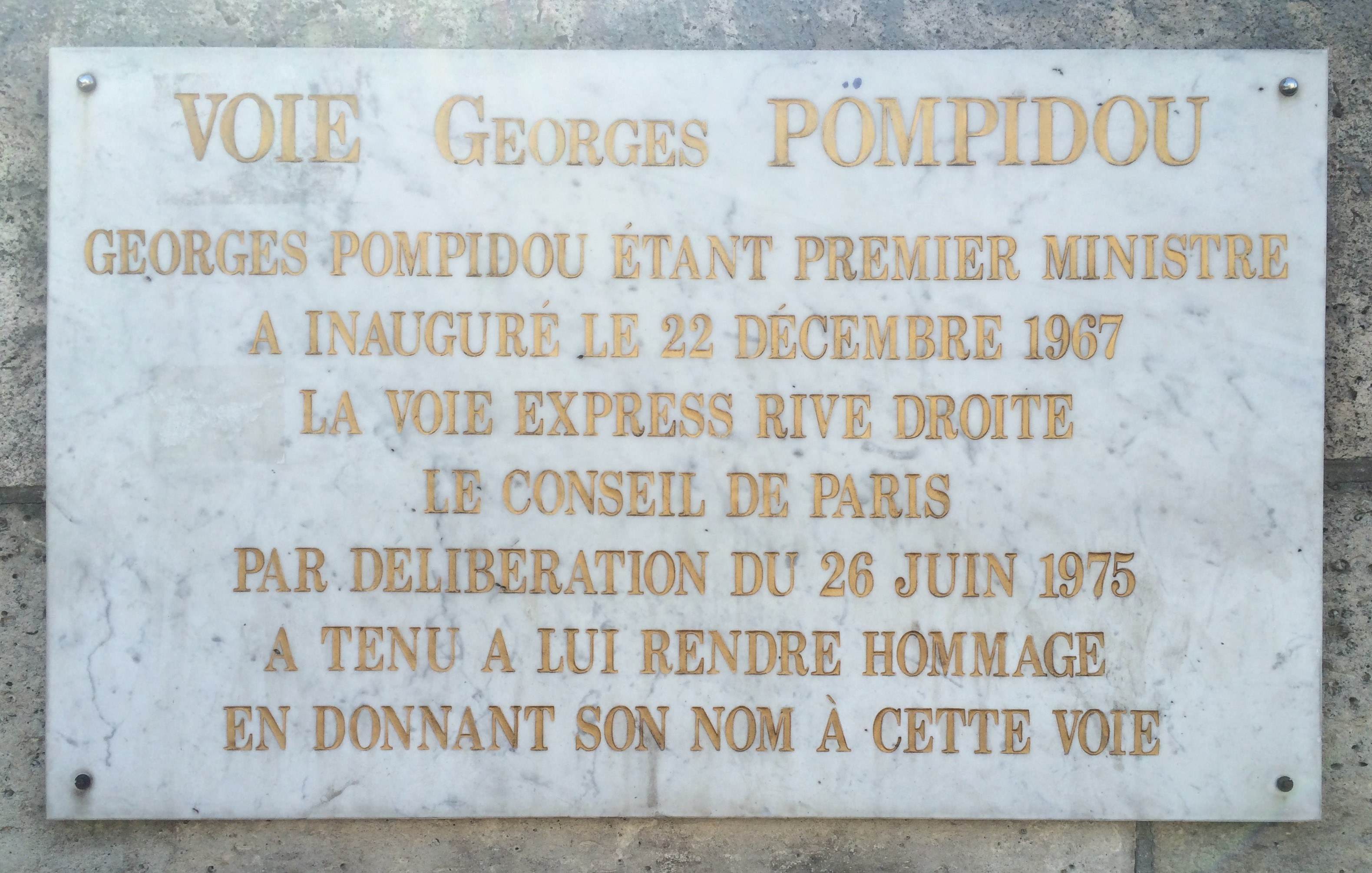
Plaque de l'inauguration de la voie Georges-Pompidou (Paris 4e) au niveau du pont Louis-Philippe.

L'origine de la voie Georges-Pompidou remonte à 1966, lorsque la décision est prise de réunir plusieurs tronçons afin de réaliser une voie rapide continue à travers tout Paris. Elle se place dans le cadre plus large du plan autoroutier pour Paris (aussi appelé plan Pompidou) qui vise a « adapter la capitale à la voiture ».
La voie est inaugurée sous la pluie le 22 décembre 1967 par le Premier ministre Georges Pompidou.
La voie sur berges sera l'une des seules réalisations du plan autoroutier de Paris, dont la plupart des projets avait été abandonné en 1974 après le premier choc pétrolier et totalement après l'accession de Valéry Giscard d'Estaing à la présidence de la République.
Initialement baptisée simplement « voie sur berge Rive Droite » à ses débuts, elle porte son nom actuel depuis 1976.
La partie entre le quai des Tuileries et le quai Henri-IV est une rue piétonne : 
- tous les dimanches depuis 1995, ainsi que les jours fériés depuis 2001 ;
- de fin juillet à fin août pour l'opération Paris Plages depuis 2002 ;
- définitivement à partir de l'automne 2016.

Il avait été prévu de construire une voie rapide équivalente sur la rive gauche de la Seine, dans le sens est-ouest, mais seul un tronçon de 2,5 km a été réalisé, entre le pont Royal et le quai Branly. Cette voie autoroutière a été reconvertie en voie piétonne, la promenade André-Gorz, inaugurée en 2013 et intégrée depuis avril 2017 au parc Rives-de-Seine, qui comprend également la partie piétonne de la rive droite,.

## Projets d'aménagement piétons et cyclistes

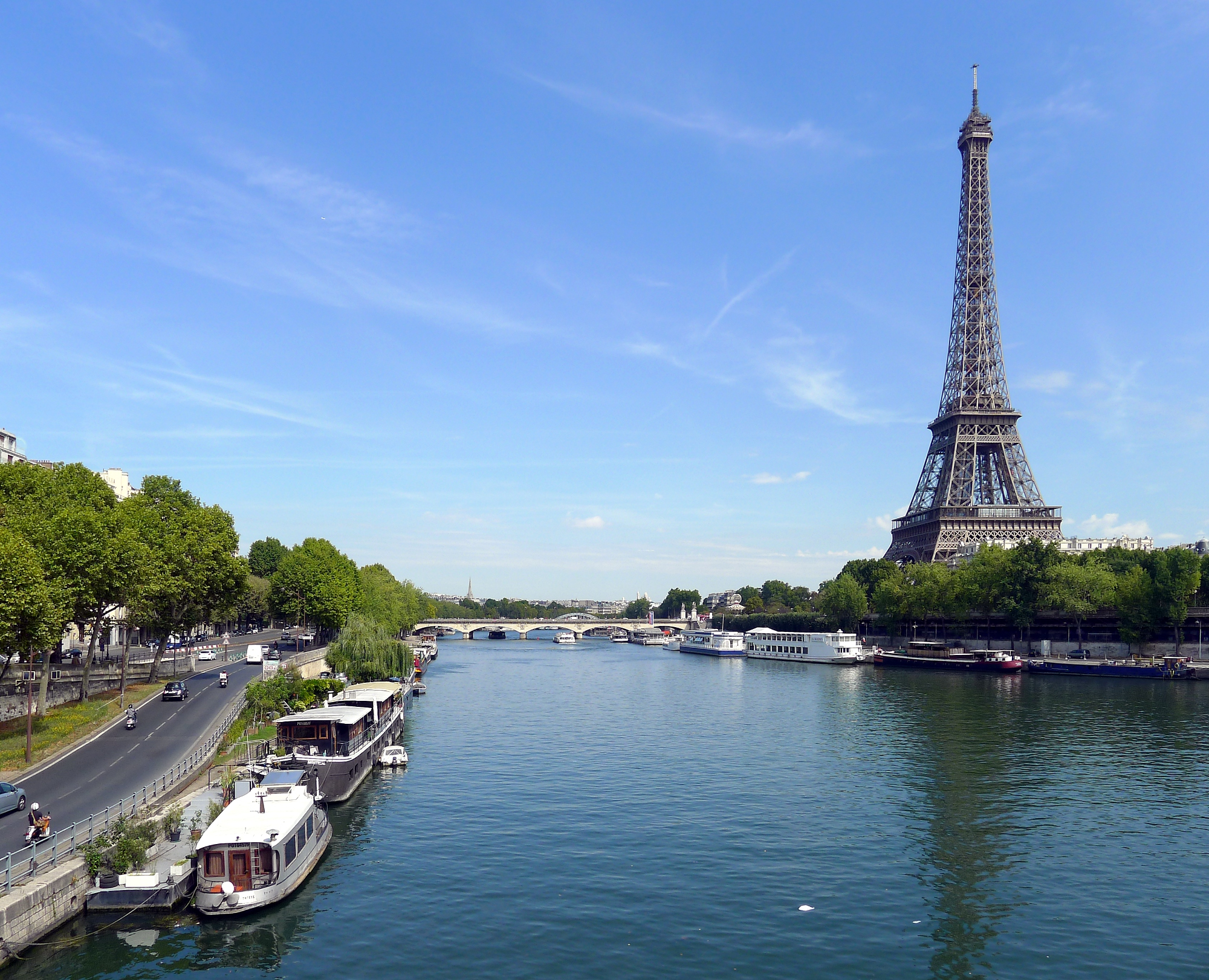
Voie Georges-Pompidou (à gauche) rejoignant l'avenue du Président-Kennedy au-dessus du port de Passy à proximité de la tour Eiffel.

Depuis le début des années 1990, la question de la fermeture des voies sur berge à la circulation automobile fait débat, portée par le milieu associatif et périodiquement reprise par les pouvoirs publics.
En 1992, l'association Réseau Vert organise une action revendicative symbolique, Coups de sifflet sur la Seine. Les dimanches 10 juillet et 30 octobre 1994, à l'initiative du ministère de l'Environnement, l'ensemble des voies sur berges parisiennes était fermé aux voitures. Ces deux opérations ponctuelles ayant eu un grand succès, la fermeture de ces voies tous les dimanches est décidée à l'été 1995.
Le sujet revient lors des élections municipales de 2001, sans qu'il se concrétise. En juillet 2004, six associations proposent l'expérimentation d'une fermeture partielle de la voie rive gauche. Le projet est étudié par les services de la Ville, proposé au préfet de Police, qui refuse cette expérimentation.

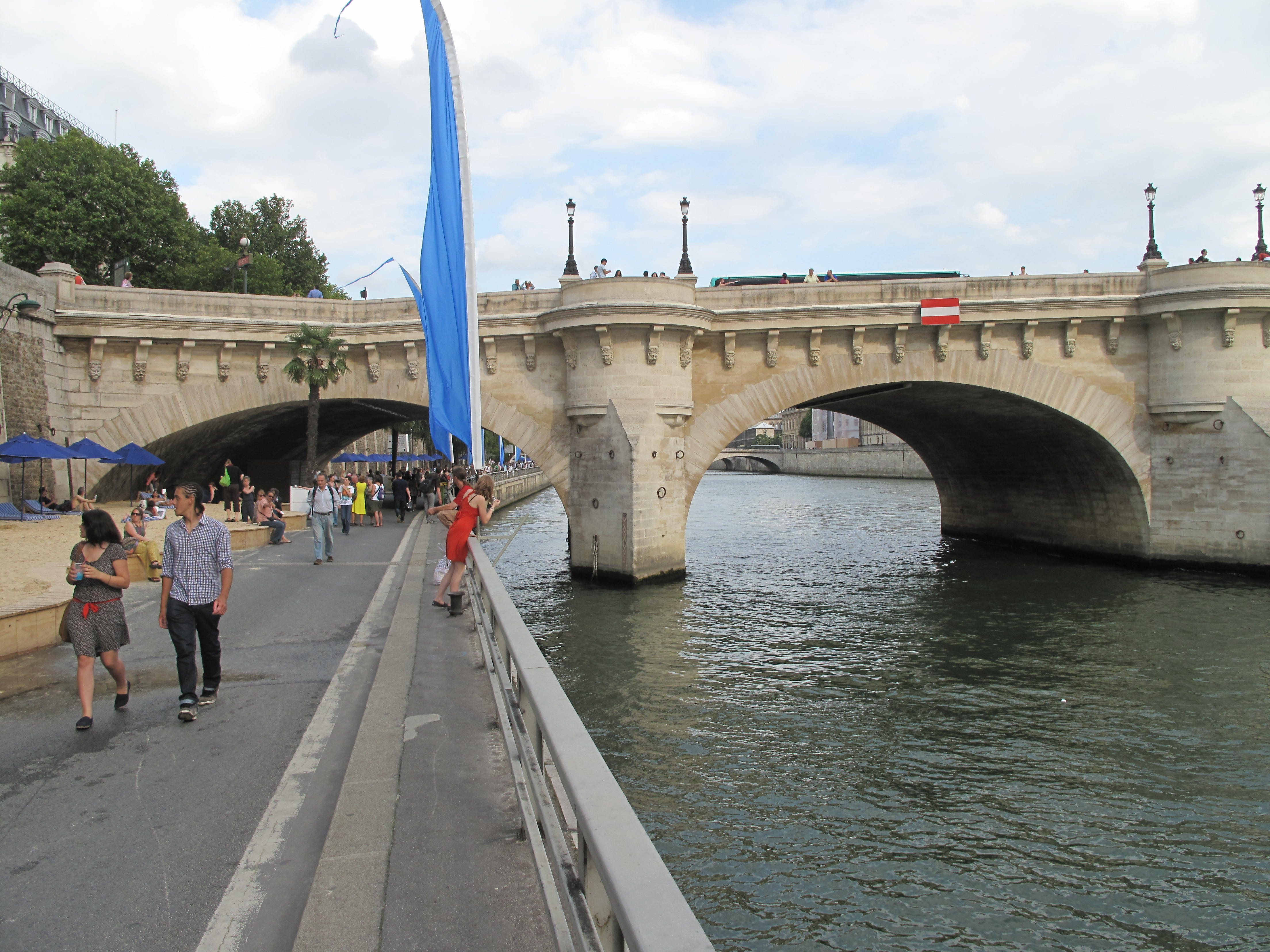
La voie Georges-Pompidou au niveau du pont Neuf, l'été pendant l'opération Paris Plages.

Un nouveau projet d'aménagement est rendu public par la Mairie de Paris en avril 2010, avec pour ambition la reconquête et l'embellissement du site dans sa partie historique. Quatre objectifs ont été définis : développer et diversifier les usages, valoriser un paysage porteur de l'identité de Paris, renforcer la continuité écologique de la Seine et ses abords, restituer les quais aux piétons et aux cyclistes. La voie sur berge rive gauche serait fermée à la circulation automobile, et cinq feux tricolores posés sur la voie Georges-Pompidou, permettant notamment aux piétons des traversées vers une promenade le long du fleuve entre l'hôtel de ville et le quai Henri-IV.
Ce projet est adopté, avec certaines modifications, le 8 février 2011 par le Conseil de Paris. Les travaux du premier tronçon du projet (entre l'hôtel de ville et le quai Henri-IV) sont achevés le 31 août 2012, comprenant notamment le jardin Federico-García-Lorca, en contrebas de l'hôtel de ville.

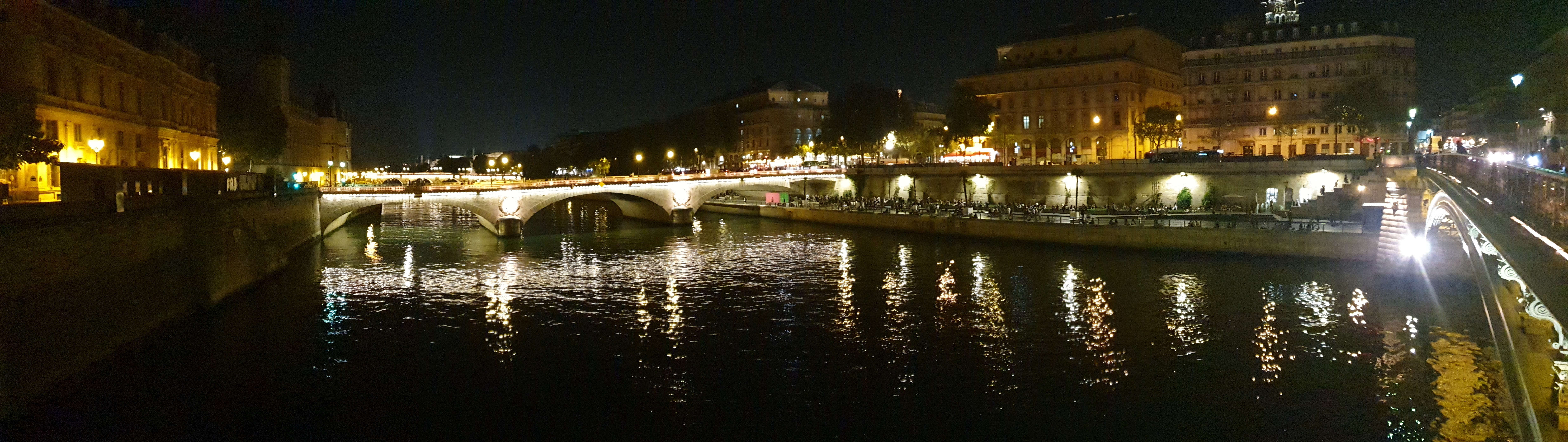
Voie Georges-Pompidou vue depuis le pont Notre-Dame en 2019.

Le 26 septembre 2016, le Conseil de Paris valide le projet de piétonnisation des berges entre le tunnel des Tuileries et le tunnel Henri-IV, qui deviennent une partie du parc Rives-de-Seine. Malgré l'opposition de la présidente de la région Île-de-France, Valérie Pécresse, et de son groupe politique Les Républicains, ainsi que de l'association 40 millions d'automobilistes, le préfet de police confirme cette fermeture le 28 juin 2017.
Le 25 août 2017, la voie sur berge à l'ouest est réduite à une seule voie de circulation au lieu de deux pour laisser la place à une piste cyclable à double sens.
Le 21 février 2018, le tribunal administratif de Paris annule la délibération du Conseil de Paris du 26 septembre 2016, qui déclarait d'intérêt général la fermeture à la circulation automobile de la voie Georges-Pompidou, de l'entrée du tunnel des Tuileries à la sortie du tunnel Henri IV, et la création d’une promenade publique sur le même emplacement. Par le même jugement, le tribunal annule également l'arrêté du 18 octobre 2016, pris en application de cette délibération,. Le tribunal administratif appuie sa décision sur des inexactitudes dans l'étude d'impact du projet et sur  le fait qu'un maire ne peut interdire un accès permanent à une voie de circulation.
Le 8 mars 2018, pour maintenir la piétonnisation, la maire de Paris Anne Hidalgo prend un nouvel arrêté sur la base de la valorisation du patrimoine. Cet arrêté  dispose que « l'interdiction de circulation des véhicules à moteur sur les quais bas des berges de la Seine contribue à préserver l'authenticité et l'intégrité du bien classé au patrimoine mondial », et que la circulation « compromet également la valorisation du site à des fins esthétiques et touristiques ».
Ce second arrêté n'est cette fois pas attaqué par la région mais avait fait l'objet de 9 recours par des riverains, des commerçants, des fédérations d’automobilistes, l’Association des maires d'Île-de-France et le maire du 1er arrondissement de Paris, Jean-François Legaret. Les opposants à l'interdiction des voitures sur la voie sur berges reprochent principalement le report de la circulation automobile sur les voies hautes et les quartiers alentour avec un accroissement des bouchons, et donc de la pollution.
Fin octobre 2018, le tribunal administratif rend deux décisions confirmant la piétonnisation : il donne raison à la région Île-de-France et aux départements plaignants contre l'interdiction de circulation de 2016, mais il donne raison à la mairie de Paris sur la légalité du 2e arrêté pris le 6 mars 2018. La légalité de cet arrêté est confirmée par la cour administrative d'appel le 21 juin 2019.

## Au cinéma
Une partie de la course-poursuite automobile entre Joss Beaumont (Jean-Paul Belmondo) et Rosen (Robert Hossein) dans le film Le Professionnel (1981) y est tournée (segment 16e arrondissement).

## Pour approfondir